# Comuna Övertorneå
Övertorneå (Övertorneå kommun) este o comună din comitatul Norrbottens län, Suedia, cu o populație de 4.709 locuitori (2013).

## Geografie

### Zone urbane
Lista celor mai mari zone urbane din comună (anul 2015) conform Biroului Central de Statistică al Suediei:
| Nr | Zona urbană | Pop.  |
| -- | ----------- | ----- |
| 1  | Övertorneå  | 1.906 |
| 2  | Juoksengi   | 327   |
| 3  | Hedenäset   | 243   |

## Demografie
| \| Evoluția demografică în comuna Övertorneå, 1970–2015 \| Evoluția demografică în comuna Övertorneå, 1970–2015 \| Evoluția demografică în comuna Övertorneå, 1970–2015 \| Evoluția demografică în comuna Övertorneå, 1970–2015 \| Evoluția demografică în comuna Övertorneå, 1970–2015 \| \| ----------------------------------------------------------------------------------------------------- \| ---------------------------------------------------- \| ---------------------------------------------------- \| ---------------------------------------------------- \| ---------------------------------------------------- \| \| An \| \| \| Locuitori \| \| \| 1970 \| 1970 \| \| 7356 \| 7356 \| \| 1975 \| 1975 \| \| 6526 \| 6526 \| \| 1980 \| 1980 \| \| 6293 \| 6293 \| \| 1985 \| 1985 \| \| 6181 \| 6181 \| \| 1990 \| 1990 \| \| 6093 \| 6093 \| \| 1995 \| 1995 \| \| 6063 \| 6063 \| \| 2000 \| 2000 \| \| 5602 \| 5602 \| \| 2005 \| 2005 \| \| 5229 \| 5229 \| \| 2010 \| 2010 \| \| 4812 \| 4812 \| \| 2015 \| 2015 \| \| 4603 \| 4603 \| \| Sursa: SCB - Statistika Centralbyrån, Folkmängd efter region, civilstånd, ålder och kön. År 1968–2016 \| \| \| \| \| |      |  |           |      |
| Evoluția demografică în comuna Övertorneå, 1970–2015 |      |  |           |      |
| An |      |  | Locuitori |      |
| 1970 | 1970 |  | 7356      | 7356 |
| 1975 | 1975 |  | 6526      | 6526 |
| 1980 | 1980 |  | 6293      | 6293 |
| 1985 | 1985 |  | 6181      | 6181 |
| 1990 | 1990 |  | 6093      | 6093 |
| 1995 | 1995 |  | 6063      | 6063 |
| 2000 | 2000 |  | 5602      | 5602 |
| 2005 | 2005 |  | 5229      | 5229 |
| 2010 | 2010 |  | 4812      | 4812 |
| 2015 | 2015 |  | 4603      | 4603 |
| Sursa: SCB - Statistika Centralbyrån, Folkmängd efter region, civilstånd, ålder och kön. År 1968–2016 |      |  |           |      |